# Anders Wilgotson
Anders Wilgotson född 30 september 1950 var en bra roddare på sin tid. Han deltog i OS och VM. Han är nu tränare för Öresjö Rodd.

## Fotnoter
1. 1 2 3  Anders Wilgotson, World Rowing athlete database (på engelska), World Rowing-ID: 85162dca-86f3-4c41-b048-8fc79265ccee, läst: 8 mars 2021.[källa från Wikidata]
2. ↑  Anders Wilgotson, Sports-Reference.com (på engelska), Sports Reference-ID (arkiverad): wi/anders-wilgotson-1, läst: 31 januari 2020.[källa från Wikidata]